# Alleanza del Popolo Unito
Alleanza del Popolo Unito (in portoghese Aliança Povo Unido) è stata una federazione di partiti politici attiva in Portogallo. Ad essa appartenevano:
- il Partito Comunista Portoghese;
- il Movimento Democratico Portoghese,
- Partito Ecologista "I Verdi" (dal 1983).

In seguito allo scioglimento della federazione, nel 1987, il Partito Comunista ha costituito la Coalizione Democratica Unitaria (assieme ai Partito Ecologista "I Verdi" e a Intervento Democratico); una parte del Movimento Democratico è entrata a far parte del Blocco di Sinistra.